# Culicoides multimaculatus
Culicoides multimaculatus är en tvåvingeart som beskrevs av Taylor 1918. Culicoides multimaculatus ingår i släktet Culicoides och familjen svidknott. Inga underarter finns listade i Catalogue of Life.